# Рейхстаг (Німецька імперія)
Рейхстаг (нім. Reichstag — «державні збори») — вищий представницький і законодавчий орган Німеччини в період кайзерівської епохи, був нижньою палатою парламенту імперії. Роль верхньої палати грала союзна рада Німеччини.
Рейхстаг виник у 1867 році у вигляді «установчого північнонімецького рейхстагу». У 1871 році, після об'єднання Німеччини, був скликаний перший німецький рейхстаг, затверджений конституцією Німеччини від 16 квітня 1871 року. В його обранні, однак, не брала участі Ельзас-Лотарингія. Рейхстаг часів Кайзерівської Німеччини проіснував до 1918 року.

## Історія
Рейхстаг, за конституцією 1871 року, обирався на 3 роки, і тому другі вибори відбувалися у 1874 році (за участю Ельзаса-Лотарингії), треті — в 1877 році. Внаслідок неприйняття рейхстагом закону проти соціалістів, рейхстаг був розпущений до строку і четвертий законодавчий період почався у 1878 році. Наступні — в 1881, 1884, 1887 і 1890 роках. У 1888 році був прийнятий закон про подовження законодавчого періоду до 5 років, який повинен був вступити в силу з восьмого рейхстагу, але внаслідок неприйняття військового законопроєкту рейхстаг був розпущений за два роки до терміну. Тому дев'ятий законодавчий період почався в 1893 році, десятий — в 1898 році.
Рейхстаг обирався загальним, прямим і таємним голосуванням, на округах німецької імперії, зі 100 000 населення в кожному, але розподіл округів, вироблене для північнонімецького союзу в 1867 році, а для решти Німеччини в 1871 році, незважаючи на досить значні зміни в розподілі населення, що залишалося з тих пір незмінним, так як збільшення електорату відбулося у великих містах, посилали у рейхстаг переважно опозиційних депутатів. Електорат в різних округах коливався (за переписом 1895 року) між 40 000 (Шаумбург-Ліппе) і 600 000 (6-й Берлінський округ).
Кількість депутатів у двох північнонімецьких рейхстагах дорівнювало 297, у першому німецькому рейхстазі — 384, а починаючи з 1874 року число збільшилося до 397. Депутати за конституцією вважалися представниками всього народу, а не свого округу. Депутати користувалися недоторканністю. Депутатами Рейхстагу були відомі діячі німецького соціалізму — Август Бебель, Вільгельм Лібкнехт, Едуард Бернштейн, Карл Лібкнехт. 
Рейхстаг самостійно обирав своє бюро, що складається з президента, двох віцепрезидентів і 8 секретарів, і сам перевіряв повноваження своїх членів. Члени союзної ради мали право говорити в ньому від імені своїх урядів, в будь-який час.
Рейхстаг мав право законодавчої ініціативи, але обговорював також законопроєкти, внесені союзними урядами і прийняті союзною радою. Компетенція Рейхстагу обмежувалася загальноімперськими справами; у внутрішні справи окремих німецьких держав він не мав права втручатися. Спори між окремими німецькими державами, підвідомчі союзній раді, рейхстагу не стосувалися. Уряд перед рейхстагом не звітував.

## Президент Рейхстагу
Головою Рейхстагу вважався так званий «Президент Рейхстагу» (нім. Präsident des Reichstages або Reichstagspräsident).
| Президенти рейхстагу |                                            |                   |                |
| №                    | Ім'я                                       | Вступив на посаду | Залишив посаду |
| 1                    | Едуард фон Сімсона                         | 1871              | 1874           |
| 2                    | Макс фон Форкенбек                         | 1874              | 1879           |
| 3                    | Отто Теодор фон Зейдевиц (нім.)            | 1879              | 1880           |
| 4                    | Дитлов Фрідріх Адольф фон Арнім-Бойценбург | 1880              | 1881           |
| 5                    | Густав фон Госслер                         | 1881              | 1881           |
| 6                    | Альберт Ердманн Карл Герхард фон Леветцов  | 1881              | 1884           |
| 7                    | Вільгельм фон Ведель-Писдорф               | 1884              | 1888           |
| 8                    | Альберт Эрдманн Карл Герхард фон Леветцов  | 1888              | 1895           |
| 9                    | Рудольф фон Буоль-Беренберг                | 1895              | 1898           |
| 10                   | Франц фон Баллештрем                       | 1898              | 1907           |
| 11                   | Удо цу Штольберг-Вернигероде (нім.)        | 1907              | 1910           |
| 12                   | Ганс фон Шверин-Лёвиц (нім.)               | 1910              | 1912           |
| 13                   | Йоганнес Кемпф (нім.)                      | 1912              | 1918           |
| 14                   | Костянтин Ференбах                         | 1918              | 1918           |